# Songbird
Songbird byl multimediální přehrávač, jehož vývoj je už ukončen. Jedná se o open source alternativu k proprietárním přehrávačům jako je třeba iTunes.
Songbird je založen na běhovém prostředí Mozilly XULRunner. Díky tomu byl s minimálním množstvím změn spustitelný pod Windows, Linuxem či Mac OS X. Přehrávač používal VLC plugin pro přehrávání médií a databázovou knihovnu SQLite pro ukládání informací o multimédiích.
Jeho první verze (0.1) byla vydána pod kódovým označením „Hilda“ 8. února 2006. Poslední verze 2.2.0 vyšla 2. dubna 2013 pro Windows, Linux i Mac OS X. Na začátku téhož roku bylo oznámeno, že se ukončuje vývoj tohoto přehrávače.